# Úrvalsdeild Karla 1945
La Úrvalsdeild Karla 1945 fue la 34.ª edición del campeonato de fútbol islandés. El campeón fue el Valur Reykjavik, que ganó su decimoprimer título.

## Tabla de posiciones
|   | Equipo          | PJ | PG | PE | PP | GF | GC | DG  | Pts |
| - | --------------- | -- | -- | -- | -- | -- | -- | --- | --- |
| 1 | Valur Reykjavik | 3  | 3  | 0  | 0  | 15 | 0  | +15 | 6   |
| 2 | KR Reykjavik    | 3  | 2  | 0  | 1  | 10 | 1  | +9  | 4   |
| 3 | Fram Reykjavik  | 3  | 0  | 1  | 2  | 1  | 12 | -11 | 1   |
| 4 | Víkingur        | 3  | 0  | 1  | 2  | 1  | 14 | -13 | 1   |